# Lijst van onroerend erfgoed in Leopoldsburg
Een overzicht van het onroerend erfgoed in de gemeente Leopoldsburg. Het onroerend erfgoed maakt deel uit van het cultureel erfgoed in België.

## Bouwkundig erfgoed
| Object                                                      | Erfgoedstatus? | Bouwjaar of architect | Deelgemeente | Adres                          | Coördinaten                  | Nummer? | Afbeelding                                                  |
| ----------------------------------------------------------- | -------------- | --------------------- | ------------ | ------------------------------ | ---------------------------- | ------- | ----------------------------------------------------------- |
| Parochiekerk Onze-Lieve-Vrouw-Ten-Hemel-Opneming            | Monument       |                       | Leopoldsburg | Kastanjedreef                  | 51° 6' 52" NB, 5° 15' 48" OL | 22534   | Parochiekerk Onze-Lieve-Vrouw-Ten-Hemel-Opneming            |
| Molenaarswoning                                             |                |                       | Leopoldsburg | Diestersteenweg 50             | 51° 6' 55" NB, 5° 15' 7" OL  | 22535   | Molenaarswoning                                             |
| Kapel van de Heilige Theresia van Lisieux                   |                | 1853                  | Leopoldsburg | Koning Albert I-plein 31       | 51° 6' 60" NB, 5° 15' 51" OL | 22536   | Kapel van de Heilige Theresia van Lisieux                   |
| Woonhuis                                                    |                |                       | Leopoldsburg | Kolonel Van Heesbekestraat 1-3 | 51° 7' 2" NB, 5° 15' 49" OL  | 22537   | Woonhuis                                                    |
| Stadswoningen                                               |                |                       | Leopoldsburg | Generaal Lemanstraat 32-34     | 51° 7' 7" NB, 5° 15' 46" OL  | 22538   | Upload foto                                                 |
| Pastorie van de Onze-Lieve-Vrouw Ten Hemel Opnemingparochie |                |                       | Leopoldsburg | Priester Poppelaan 1           | 51° 6' 57" NB, 5° 15' 51" OL | 22539   | Pastorie van de Onze-Lieve-Vrouw Ten Hemel Opnemingparochie |
| Gemeentehuis van Leopoldsburg                               |                |                       | Leopoldsburg | Koningin Astridplein           | 51° 7' 10" NB, 5° 15' 50" OL | 22540   | Gemeentehuis van Leopoldsburg                               |
| Breedhuis en hoekhuis                                       |                |                       | Leopoldsburg | Koningsstraat 58               | 51° 6' 57" NB, 5° 15' 32" OL | 22542   | Breedhuis en hoekhuis                                       |
| Molenromp                                                   |                |                       | Leopoldsburg | Molenstraat 1                  | 51° 6' 56" NB, 5° 15' 6" OL  | 22543   | Molenromp                                                   |
| Station Leopoldsburg                                        | Monument       | 1877-1878             | Leopoldsburg | Nicolaylaan 42                 | 51° 7' 3" NB, 5° 15' 29" OL  | 22544   | Station Leopoldsburg                                        |
| Langgestrekte hoeve                                         |                | 1889                  | Heppen       | Grootdonckstraat 15            | 51° 6' 12" NB, 5° 14' 47" OL | 22545   | Langgestrekte hoeve                                         |
| Parochiekerk Sint-Blasius                                   |                | 1838                  | Heppen       | Leo Jansenplein                | 51° 6' 32" NB, 5° 13' 43" OL | 22546   | Parochiekerk Sint-Blasius                                   |
| Pastorie van de Sint-Blasiusparochie                        |                |                       | Heppen       | Pastoor Aertsstraat 7          | 51° 6' 27" NB, 5° 13' 48" OL | 22547   | Pastorie van de Sint-Blasiusparochie                        |
| Stadswoning                                                 |                |                       | Heppen       | Pastoor Aertsstraat 11         | 51° 6' 26" NB, 5° 13' 46" OL | 22548   | Stadswoning                                                 |
| Kapel                                                       |                |                       | Heppen       | Pater Clement Lemmensstraat    | 51° 5' 60" NB, 5° 13' 15" OL | 84276   | Kapel                                                       |
| Postkantoor                                                 | Monument       |                       | Leopoldsburg | Koning Albert I-plein 34       | 51° 6' 56" NB, 5° 15' 50" OL | 200384  | Postkantoor                                                 |
| Belgische militaire begraafplaats                           | Monument       |                       | Leopoldsburg | Koning Leopold II-laan         | 51° 6' 41" NB, 5° 15' 58" OL | 200661  | Upload foto                                                 |
| Britse militaire begraafplaats                              | Monument       |                       | Leopoldsburg | Koning Leopold II-laan         | 51° 6' 44" NB, 5° 16' 7" OL  | 200730  | Upload foto                                                 |
| Oorlogsmonument met linde als vredesboom                    | Monument       |                       | Leopoldsburg | Koningin Astridplein           |                              | 215770  | Oorlogsmonument met linde als vredesboom                    |
| Onderwijzerswoning en politiekantoor                        |                |                       | Leopoldsburg | Kolonel Van Heesbekestraat 7-9 |                              | 216498  | Onderwijzerswoning en politiekantoor                        |

### Bouwkundige gehelen
| Object           | Erfgoedstatus? | Bouwjaar of architect | Deelgemeente | Adres | Coördinaten | Nummer? | Afbeelding       |
| ---------------- | -------------- | --------------------- | ------------ | --- | ----------- | ------- | ---------------- |
| Kamp van Beverlo |                |                       | Leopoldsburg | 5e Regiment Lansierslaan 1-17 en 2-14 Antwerpselaan 1-3 Baron Rucquoylaan 2-16 Bernheimlaan 1-13 Brialmontlaan Brigade Pironlaan 1-19 Carabinierslaan 2-12 Chapelielaan 1-37 en 2-6 Chazallaan-Kamp 2 Delannoylaan 1-39 en 2-30 Eenenslaan 2-64 Graaf van Vlaanderenlaan 1-23 en 2-60 Gravin van Vlaanderenlaan 1 Guillaumelaan 1-7 Hechtelsesteenweg 1-17 en 2-16 Heppenstraat 1 IJzerlaan Koning Alberlaan 1-3 Koning Leopold I-laan 1-9 Koning Leopold II-laan 1-3 en 2-4B Koning Leopold III laan 1-3 Koningin Elisabethlaan 1-1A Koningin Louisa-Marialaan 1 en 2-40 Koningin Maria-Henriettelaan 2-4 Lemanlaan Lt. Cormeaulaan 1-31 en 2-48 Malakofflaan 1-33 en 2-24 Merkemlaan 1-13 Michellaan 2-8 Naamselaan 1-2 Passendalelaan 1-27 Prins Boudewijnlaan 2-8 Prinses Clementinelaan Ramskapellelaan 1-9 en 2-8 Roy de Blicquylaan 1-51 en 2-92 Stadenberglaan 1-47 Steenstratelaan 1-7 en 2-8 Zegeplaats |             | 120963  | Kamp van Beverlo |